# Коткас, Йоханнес Йоханнесович
Йоха́ннес Йоха́ннесович Ко́ткас (эст. Johannes Kotkas, 3 февраля 1915, волость Кодиярве, Юрьевский уезд, Лифляндская губерния, Российская империя — 8 мая 1998, Таллин, Эстония) — эстонский и советский борец классического стиля, олимпийский чемпион, заслуженный мастер спорта СССР (1943), заслуженный деятель спорта Эстонской ССР (1964). Судья всесоюзной категории (1965). Отличник физической культуры (1947).

## Биография
Родился в 1915 году в волости Кодиярве (Юрьевский уезд) (). После окончания начальной школы, выучившись на слесаря, занимался ремонтом судов на Чудском озере, позднее переехал в Тарту, а затем в Таллин. Спортом занимался с юности, однако борьбой занялся только в 20-летнем возрасте в Таллине, где получил возможность тренироваться с известным эстонским борцом, двукратным олимпийским чемпионом Кристианом Палусалу.
В 1938 году, всего после трёх лет занятий борьбой, выиграл чемпионаты Европы по борьбе в составе сборной команды Эстонии, а в 1939 году подтвердил звание. После присоединения Эстонии к СССР летом 1940 года начал выступления в советских чемпионатах.
Во время войны числился в составе войск 8-го Эстонского стрелкового корпуса.
В 1947 году побеждает на чемпионате Европы, причём со сломанным ребром.
На Летних Олимпийских играх 1952 года в Хельсинки боролся в весовой категории свыше 87 килограммов (тяжёлый вес). В предварительных схватках:
- в первом круге не участвовал (неявка соперника);
- во втором круге на 3-й минуте тушировал Бенгта Фальквиста (Швеция);
- в третьем круге на 5-й минуте тушировал Гвидо Фантони (Италия);
- в четвёртом круге на 3-й минуте тушировал Тауно Кованена (Финляндия);

По существовавшим тогда правилам трое борцов, набравших наименьшее количество штрафных баллов в предварительных схватках, выходили в финал, где разыгрывали награды между собой.
- в пятом круге не участвовал;
- в последней схватке на 5-й минуте тушировал Йозефа Ружичку (Чехословакия) и стал олимпийским чемпионом;[7]

После Олимпийских игр имела место интересная сцена:

Отличившихся олимпийцев чествовали в Кремле. Чемпионов поздравлял и пожимал им руку сам Сталин. Когда очередь дошла до Коткаса, Сталин заметил:

— Мне сказали, что Вы самый сильный человек в мире. Это так?

Это обращение нисколько не смутило Коткаса:

— Да, товарищ Сталин.

После рукопожатия он мгновенно ловким движением подхватил «великого вождя всех народов» и, как малого ребёнка, на вытянутых руках поднял на уровень груди. Сталин опешил и не сопротивлялся. Все окружение, в том числе личная охрана, от неожиданности онемела и оцепенела. Никто не знал, что делать, то ли спасать товарища Сталина, то ли не вмешиваться и ждать, что будет дальше.

А могучий Коткас меж тем, повернувшись на 360°, бережно опустил на пол слегка побледневшего вождя. Сталин быстро пришёл в себя и, добродушно усмехнувшись, заметил:

— Сильные люди живут в Эстонии!
— http://www.wrestrus.ru/users/1155/
О манере борьбы Коткаса:
…в схватках он не выжидал, когда соперник ошибется или устанет, а атаковал с первых же секунд стремительно, мощно. Соперников он просто сокрушал своей силой, ловкостью, техникой.
Серебряный призёр чемпионата мира 1953 года, обладатель Кубка мира 1956 года, чемпион Европы 1938, 1939, 1947 годов, чемпион СССР 1940, 1943, 1944, 1945, 1946, 1948, 1950, 1951, 1952, 1953, 1955, 1956 годов, из них в 1940, 1943, 1944, 1945 — абсолютный чемпион СССР, 22-кратный чемпион Эстонии.
Йоханнес Коткас также является семикратным чемпионом и рекордсменом СССР (1943) в метании молота, чемпионом Эстонии в метании молота, чемпионом СССР по вольной борьбе (1947), двукратным чемпионом СССР по самбо.
Умер в 1998 году в Таллине.
Вошёл в составленный в 1999 году по результатам письменного и онлайн-голосования список 100 великих деятелей Эстонии XX века.

## Награды
- орден Ленина (27.04.1957) — «за успехи, достигнутые в деле развития массового физкультурного движения в стране, повышения мастерства советских спортсменов, и успешное выступление на международных соревнованиях»
- орден Государственного герба 3 класса (1996)

## В кинематографе
- В 1985 году вместе с Кристианом Палусалу, Аугустом Энгласом и Анатолием Парфёновым снялся в документальном фильме «Jaht» («Охота»).[9]
- Документальный фильм «Разные судьбы» (2000) из документального цикла «Атлеты века». О Кристиане Палусалу и Йоханнесе Коткасе.[10]